# Alojzy Wiktor Stepinac
Alojzy Wiktor Stepinac (chorw. Alojzije Viktor Stepinac; ur. 8 maja 1898 w Brezariciu, zm. 10 lutego 1960 w Krašiciu) – chorwacki duchowny katolicki, kardynał, prymas Chorwacji i błogosławiony Kościoła katolickiego. Arcybiskup Zagrzebia (1937–1960), wikariusz wojskowy ustaszów (1942–1945), członek parlamentu NDH (1943–1945). W 1946 roku skazany przez komunistyczny sąd w Zagrzebiu na 16 lat więzienia. Po pięciu latach zwolniony z więzienia, a karę zamieniono na zakaz opuszczania parafii w Krašiciu. W 1952 roku został kardynałem. W 1998 roku papież Jan Paweł II ogłosił go męczennikiem i beatyfikował.

## Życiorys

### Wczesne lata
Alojzy Wiktor Stepinac urodził się w chłopskiej rodzinie we wsi Brezarić koło Krašicia w Chorwacji (wówczas w Austro-Węgrzech). W 1916 roku ukończył gimnazjum w Zagrzebiu. Brał udział w I wojnie światowej; tuż przed osiemnastymi urodzinami powołano go do armii austro-węgierskiej. Na froncie został ranny i spędził pięć miesięcy we włoskiej niewoli. Po wojnie rozpoczął studia rolnicze na Uniwersytecie w Zagrzebiu, ale po pierwszym semestrze wrócił na wieś, żeby pomagać ojcu. W 1924 roku wstąpił do seminarium duchownego, skąd wysłano go do Rzymu, gdzie ukończył filozofię i teologię na Papieskim Uniwersytecie Gregoriańskim. Wyświęcony na księdza w 1930 roku, sprawował kościelne urzędy w Zagrzebiu. Z jego inicjatywy powstała Caritas archidiecezji oraz rozpoczęto publikację czasopisma „Caritas”.
W 1934 roku wyznaczony na biskupa koadiutora archidiecezji zagrzebskiej, objął ją trzy lata później, zostając jednym z najmłodszych arcybiskupów w historii Kościoła. W 1936 roku zdobył górę Triglav (2864 m n.p.m.) – najwyższy szczyt Alp Julijskich (część Alp Wschodnich) i ówczesnej Jugosławii; w 2006 roku uczczono to osiągnięcie wystawieniem specjalnej kaplicy niedaleko szczytu.

### Arcybiskup Zagrzebia
Po tym, jak 7 grudnia 1937 roku zmarł abp Antun Bauer, Alojzy Stepinac zastąpił go na stanowisku arcybiskupa Zagrzebia. Zakładał nowe parafie w Zagrzebiu. Prowadził aktywną działalność społeczną, np. w kwestii rosnącego bezrobocia. Wspierał prasę katolicką, zaś aborcję uznawał za „czyste zło, którego w żaden sposób nie da się rozumowo usprawiedliwić”. Podczas Wielkiego Postu w 1938 roku Stepinac powiedział do grupy studentów z Uniwersytetu w Zagrzebiu: 

Miłość do własnego kraju i narodu nie może przemienić człowieka w dzikie zwierzę, niszczące wszystko na swej drodze i pałające zemstą, ale musi go uszlachetniać, tak, by jego naród cieszył się uznaniem i miłością innych nacji…

Kiedy wskutek prześladowań z Niemiec i Austrii zaczęli napływać żydowscy uchodźcy, arcybiskup Stepinac 11 stycznia 1939 wystosował list do 298 wybitnych Chorwatów z prośbą o pomoc: 

Szanowny Panie,

z powodu przemocy i nieludzkich prześladowań, duża liczba osób musiało opuścić swoją ojczyznę. Pozostawieni bez środków do normalnego życia i wędrują po całym świecie szukając schronienia.
Codziennie duża liczba emigrantów błaga o interwencję, o pomoc w zaopatrzeniu w pieniądze i towary. Naszym chrześcijańskim obowiązkiem jest im pomóc…
Kieruję do Ciebie, jako członka naszego Kościoła, prośbę o wsparcie dla naszego funduszu na rzecz emigrantów.
Proszę o zdeklarowanie swojego bezinteresownego miesięcznego wsparcia na załączonym formularzu.
Podpis: Alojzy Stepinac, Arcybiskup Zagrzebia

### II wojna światowa
W 1939 roku przeznaczył dla karmelitanek bosych wypędzonych przez nazistów z austriackiego Mayerlingu dom w Brezovicy, dzielnicy Zagrzebia.

5 listopada 1940 roku zapisał: 

Jeśli zwyciężą Niemcy, zapanuje okrutny terror i dokona się zagłada małych narodów. Jeśli zwycięży Anglia, przy władzy pozostaną masoni, Żydzi, a zatem królować będą w naszych krajach nieobyczajność i korupcja. Jeśli zwycięży Rosja, wówczas diabeł zdobędzie władzę nad światem i nastanie piekło”

#### Stosunek do NDH
6 kwietnia 1941 roku państwa Osi zaatakowały Jugosławię, która skapitulowała po dwunastu dniach walk, i utworzyły marionetkowe Niepodległe Państwo Chorwackie, które Stepinac początkowo poparł. Nowy reżim, na czele którego stanął poglavnik Ante Pavelić, deklarował wierność religii katolickiej i prowadził politykę eksterminacji mniejszości w celu stworzenia państwa jednolitego religijnie. Ante Pavelić otrzymał błogosławieństwo od Stepinaca, później rozczarowanego nowym reżimem. 16 kwietnia 1941 roku Stepinac złożył wizytę Paveliciowi, zapisując po niej w dzienniku, że nowy przywódca „nie będzie tolerował Cerkwi prawosławnej”. Na tej podstawie arcybiskup ocenił, że poglavnik jest „szczerym katolikiem”. Równie lojalnej współpracy z ustaszami Stepinac wymagał od episkopatu. 28 kwietnia 1941 roku Stepinac napisał do duchowieństwa swej diecezji: 

I któż może wziąć nam za złe, że my, pasterze, włączymy się także w narodową radość i uniesienie, zwracając się do Boskiego Majestatu z głębokim wzruszeniem i serdeczną wdzięcznością? […] Łatwo jest bowiem rozpoznać rękę Boga w dziele Jego

Zdaniem niektórych historyków, Stepinac wahał się między prywatnymi protestami a publicznym wspieraniem reżimu Pavelicia, między pochwalaniem jego celów a kwestionowaniem środków. Z jednej strony legitymizował władzę ustaszów, sprawując funkcję ich wikariusza wojskowego, zasiadając w kontrolowanym przez nich parlamencie i uczestnicząc w państwowych ceremoniach, a z drugiej strony próbował osłabić konsekwencje swojego poparcia, chroniąc pewną liczbę osób zagrożonych represjami i namawiając władze, aby łagodniej realizowały swoją politykę.
26 października 1943 roku Niemcy zabili brata arcybiskupa, Mijo Stepinaca.

#### Kontrowersje wokół stosunku do zbrodni NDH

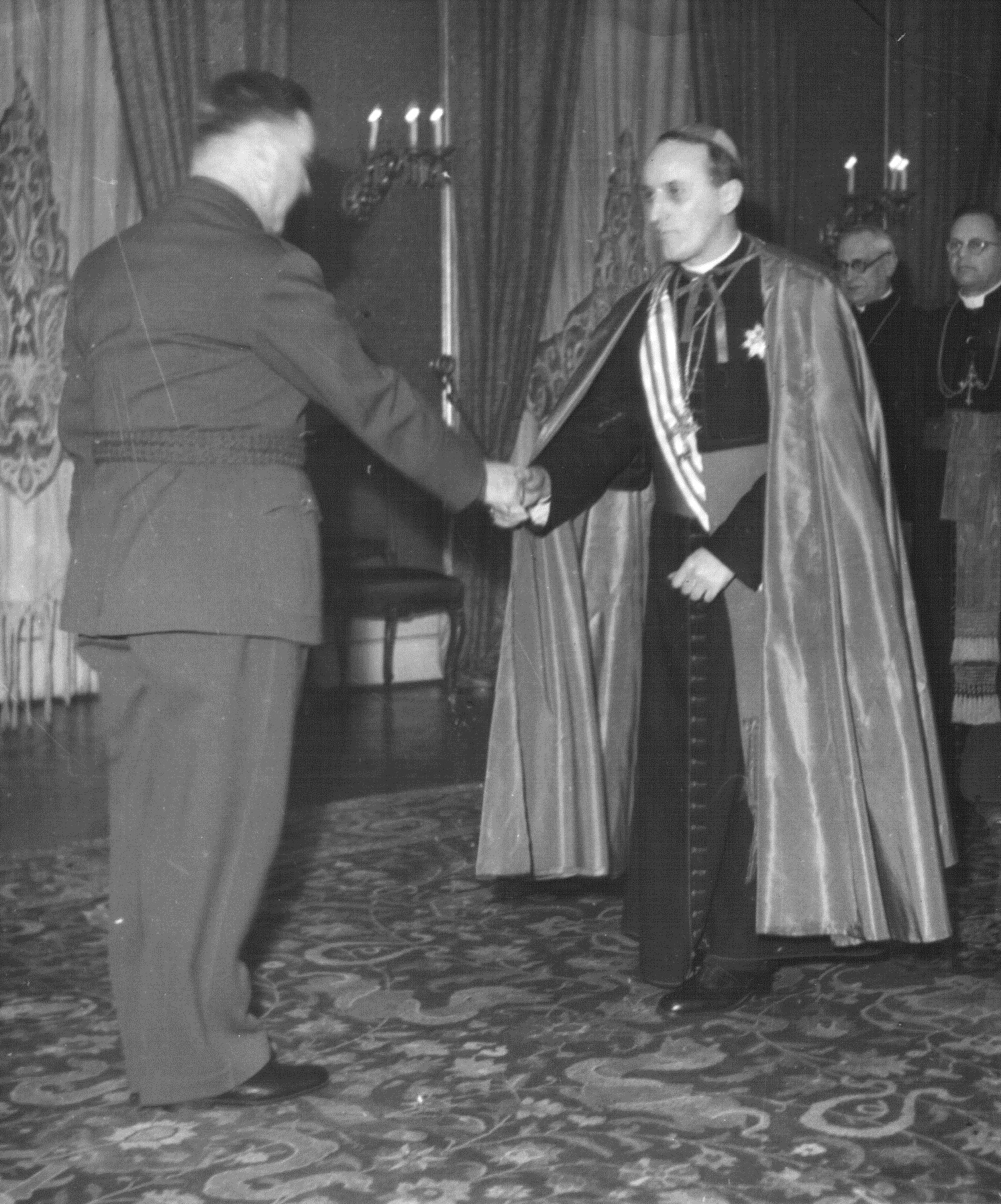
Alojzy Stepinac i Ante Pavelić, 1941

28 marca 1941 roku wyraził swój pogląd na stosunki serbsko-chorwackie, wyrażając równocześnie żal z powodu podziału chrześcijaństwa na prawosławie i katolicyzm.
„W sumie Chorwaci i Serbowie są niczym dwa światy, biegun północny i biegun południowy, nigdy nie będą mogli się spotkać, do tego potrzeba cudu Boga. Schizma jest największym przekleństwem w Europie, prawie większym niż protestantyzm. Tutaj nie ma żadnych zasad moralnych, nie ma prawdy, nie ma sprawiedliwości, nie ma też uczciwości”. Stepinac nie unikał przejmowania własności Serbskiego Kościoła Prawosławnego na rzecz chorwackiego Kościoła katolickiego – wysłał np. specjalną petycję do Pavelicia, prosząc o przekazanie trapistom serbskiego klasztoru w Orahovicy.
Jednakże już 22 kwietnia 1941 roku zaprotestował przeciwko przepisowi nakazującemu Żydom noszenie gwiazdy Dawida, wyrażając to w słowach: „Jeżeli oznacza się i piętnuje ludzi za pochodzenie, rasę i przynależność do innego narodu, rodzi się wstydliwe pytanie o człowieczeństwo i moralność… ani cudzołożnicy, ani nierządnice nie są napiętnowani widocznymi znakami”. W okresie ludobójczych działań ustaszów przeciwko Serbom, na wieść o masakrze w Glina Stepinac, 14 maja 1941 roku wysłał list do Ante Pavelicia, przywódcy ustaszy i poglavnika Niepodległego Państwa Chorwackiego (NDH), w którym wyraził nadzieję, że na całym terytorium Chorwacji nie zostanie zabity ani jeden Serb, jeśli nie udowodni mu się winy w sprawiedliwym procesie. Natomiast w liście z 21 lipca napisał do Pavelicia: „Przekonany jestem, że dzieje się tak poza Pańską wiedzą”. Kiedy 12 października 1941 roku ustasze zburzyli synagogę w Zagrzebiu arcybiskup Stepinac publicznie potępiając ten czyn, powiedział: „Dom Boży jakiejkolwiek wiary jest świętym miejscem…”.
Również w kazaniach Stepinaca głoszonych po 1942 roku zaczęły pojawiać się protesty przeciwko drastycznym metodom, stosowanym przez ustaszów wobec Serbów, zwłaszcza jeśli te metody były niezgodne z kościelną doktryną. Arcybiskup podawał w wątpliwość szczerość masowych nawróceń, dokonywanych pod lufami karabinów. Później osobiście angażował się w ochronę prawosławnych i Żydów, co skłoniło Pavelicia do wysłania tajnej noty do Watykanu z prośbą o usunięcie Stepinaca z urzędu. Poglavnik nie stracił jednak całkowicie zaufania do arcybiskupa, bo kiedy w 1945 roku uciekał z kraju, zaproponował duchownemu, by stanął na czele rządu tymczasowego. Stepinac odmówił, ale przyjął depozyt władz NDH – archiwa i część zarekwirowanych kosztowności.
Francis D'Arcy, brytyjski minister przy Stolicy Apostolskiej w latach wojny, napisał, że od 1942 roku arcybiskup stał się „surowym krytykiem” nazizmu i stwierdził, że obalił on teorię nazistowską, przytaczając jego słowa: 

Wszyscy ludzie i wszystkie rasy są dziećmi Boga, wszyscy bez wyjątku. Cyganie, czarni, Europejczycy i Aryjczycy, wszyscy mają takie same prawa… Kościół katolicki zawsze potępiał i nadal potępia, wszystkie niesprawiedliwości i wszelką przemoc popełnioną w imię teorii klasy, rasy czy narodowości. Nie wolno prześladować Cyganów i Żydów i uważać ich za gorszych

Stepinac pisał też do Pavelicia 24 lutego 1943 roku: 

Obóz koncentracyjny Jasenovac jest plamą na honorze Niepodległego Państwa Chorwackiego. Do tych, którzy patrzą na mnie jako kapłana i biskupa, mówię jak Chrystus na krzyżu: Ojcze, przebacz im, gdyż nie wiedzą, co czynią

Również z 1943 roku pochodzą te słowa: 

Za jakim systemem opowiada się dzisiaj Kościół katolicki, gdy na całym świecie toczą się zmagania o nowy ład międzynarodowy? Otóż my, potępiając wszelkie niesprawiedliwości, zabójstwa niewinnych, podpalenia spokojnych wiosek, niszczenie owoców pracy ubogich, (…) odpowiadamy: Kościół popiera system, który ma tyle lat, co Dziesięć Przykazań Bożych. Opowiadamy się za systemem, który nie został zapisany na zniszczalnych tablicach, ale wyryty ręką żywego Boga w ludzkich sumieniach

Później Stepinac wezwał urzędników państwowych, aby powstrzymali się od prześladowania Żydów, jak i kogokolwiek innego. Stepinac zaapelował do księży prawosławnych, by przechodzili na czas niebezpieczeństwa i bezpośredniego zagrożenia życia do Kościoła katolickiego, a po minięciu niebezpieczeństwa powrócili na łono Kościoła prawosławnego. Był również zaangażowany bezpośrednio lub pośrednio w ocalenie życia setek Żydów.
Dr Amiel Shomrony, pseudonim „Emil Schwartz”, osobisty sekretarz Miroslava Saloma Freibergera, naczelnego rabina w Zagrzebiu, działający jako pośrednik między naczelnym rabinem i Stepinacem, stwierdził, że Stepinac jest naprawdę błogosławiony, gdyż zrobił najwięcej i najlepiej, jak tylko potrafił dla ratowania Żydów w czasie wojny. Kiedy wiosną 1943 roku Freiberger został aresztowany przez chorwacką policję, tuż po wizycie Heinricha Himmlera, który osobiście przybył do Zagrzebia, niezadowolony z opieszałości reżimu w sprawie rozwiązania kwestii żydowskiej w Chorwacji, arcybiskup Stepinac natychmiast wysłał wniosek o jego uwolnienie do urzędników państwowych, ale bez powodzenia.
Rząd ustaszów próbował naciskać na Stolicę Apostolską, aby usunęła Stepinaca ze stanowiska arcybiskup Zagrzebia, jednak bez skutku. Watykan pomimo nacisków włoskiego rządu nigdy nie uznał też państwa chorwackiego. Pod koniec 1941 roku zaczął krążyć list rzekomo napisany przez Chorwata Prvislava Grisogono do Stepinaca, wplątujący go w makabryczne szczegóły zbrodni przeciw Serbom. Sam Grisogono napisał do Stepinaca, że list jest fałszerstwem i odciął się od jego treści. Stepinac organizował ucieczki prześladowanych Żydów do krajów neutralnych.
Po wojnie do izraelskiego instytutu Jad Waszem wpłynęły dwa wnioski od prywatnych osób z Chorwacji o przyznanie Stepinacowi tytułu „Sprawiedliwy wśród Narodów Świata”. Instytut wnioski odrzucił, tłumacząc, że wyróżnienie nie przysługuje osobom, które pomagają Żydom i jednocześnie utrzymują bliskie związki ze zbrodniczym reżimem. Ponadto wysuwany był argument, że osoby zgłaszające nie były osobami bezpośrednio przez arcybiskupa uratowanymi.

### Proces i wyrok

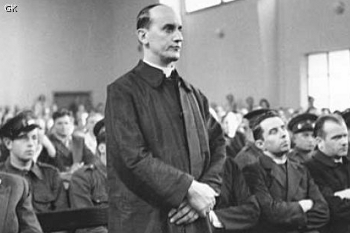
Arcybiskup Stepinac przed sądem

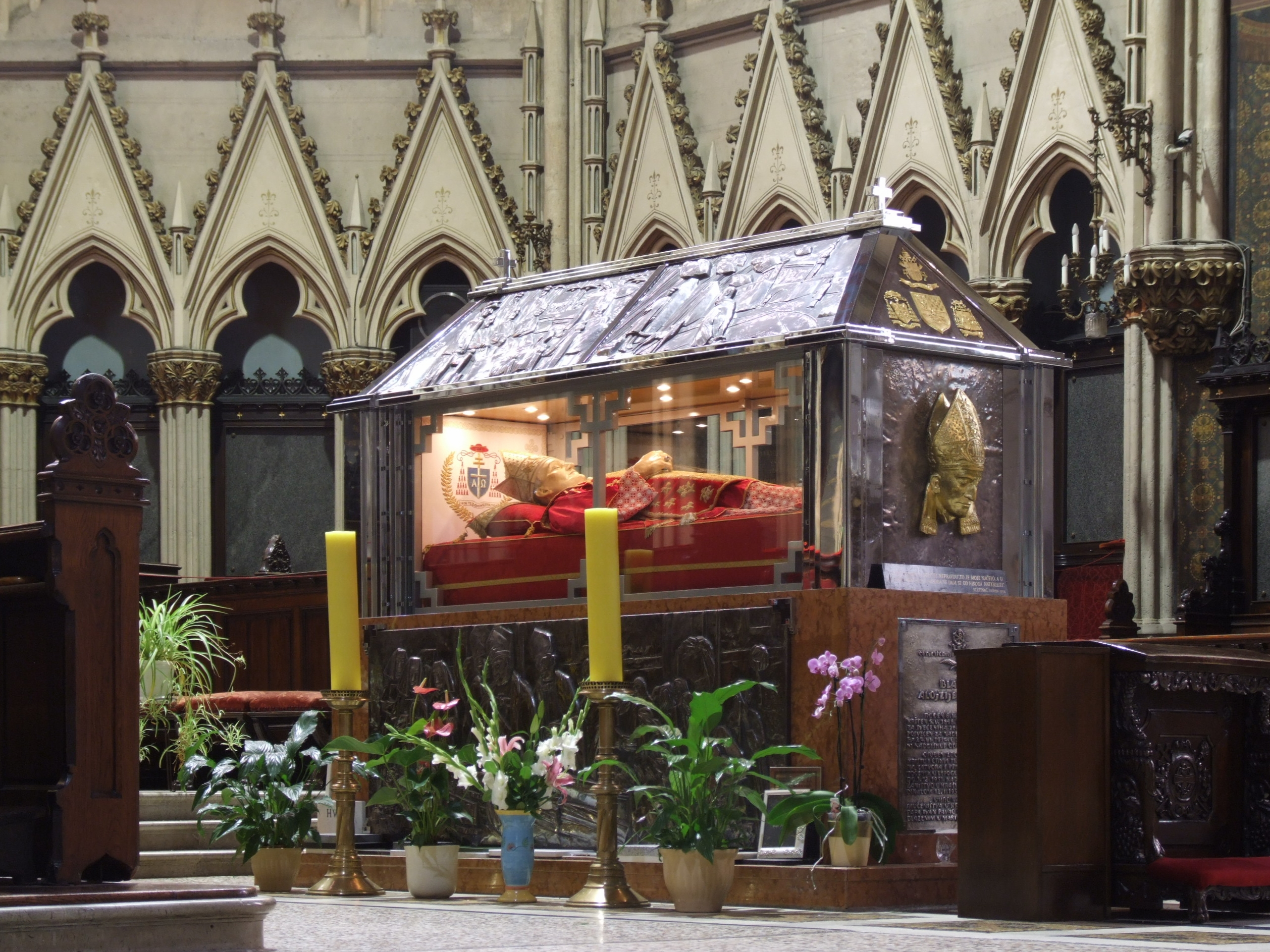
Sarkofag z ciałem kardynała w zagrzebskiej katedrze

17 maja 1945 roku Stepinac został aresztowany przez władze komunistycznej Jugosławii. Po dwóch tygodniach został zwolniony, a następnego dnia spotkał się z przywódcą państwa, Josipem Broz Tito. Nie doszło między nimi do żadnego porozumienia. Później przez pewien czas rząd w Belgradzie wysyłał prośby do Watykanu o wycofanie Stepinaca, ale bez rezultatu. 22 listopada 1945 roku ukazał się list biskupów chorwackich napisany z inicjatywy Alojzego Stepinaca, w którym biskupi potępili prześladowania przez komunistów Kościoła katolickiego, a nowy ustrój określili jako uosobienie „bezbożnego ducha materializmu, skąd ludzkość nie może się spodziewać niczego dobrego”. 4 listopada 1945 roku w miejscowości Zaprešić doszło do nieudanej próby zamachu na życie Stepinaca. 18 września 1946 roku arcybiskupa ponownie aresztowano, a 30 września rozpoczął się jego proces. Dwa dni po aresztowaniu Stepinaca zaprotestował Louis Breier z Nowego Jorku, Prezes Gminy Żydowskiej w USA:
„Ten wielki człowiek jest sądzony jako współpracownik nazizmu. Protestujemy przeciwko temu oszczerstwu. Zawsze był szczerym przyjacielem Żydów i nie ukrywał tego, nawet w czasach okrutnych prześladowań pod rządami Adolfa Hitlera i jego zwolenników. Wraz z Piusem XII, arcybiskup Stepinac był wielkim obrońcą prześladowanych Żydów w Europie”.

11 października 1946 roku sąd skazał Stepinaca na 16 lat więzienia, za zdradę stanu i zbrodnie wojenne, bowiem w czasie wojny uczestniczył w rządach Ustaszy i był głową krajowego Kościoła, a jugosłowiańska opinia publiczna i władze uznały go za winnego kolaboracji z wrogiem, zbrodni wojennych i współudział w przymusowych konwersjach prawosławnych Serbów na katolicyzm. Opinie historyków i opinii publicznej odnośnie do procesu są podzielone, niektóre badania zachodnich badaczy przedstawiają proces jako pokazowy, jeszcze inni twierdzą, że proces został przeprowadzony właściwie. Światowa opinia publiczna potępiła wyrok, „New York Times” napisał 13 października 1946 roku, że: 

Proces Arcybiskupa Stepinaca był czysto polityczny z wyrokiem ustalonym z góry. Stoi on w sprzeczności z zapewnieniami, że w Jugosławii będzie przestrzegać się praw człowieka i podstawowych praw wolności wszystkich bez względu na rasę, płeć, język i wyznanie wiary. Arcybiskup Stepinac został skazany i będzie uwięziony w ramach kampanii przeciwko Kościołowi, winny jest tylko tego, że jest wrogiem komunizmu

1 listopada 1946 Winston Churchill w Izbie Gmin wyraził „wielki smutek” z powodu wyniku procesu.
Po wojnie, jako zwolennik niepodległości Chorwacji wspierał byłych ustaszów (Križari), przeprowadzających ataki sabotażowo-dywersyjne na terenie Jugosławii.
Wypuszczono go po pięciu latach, pod warunkiem, że wyjedzie do Rzymu, albo resztę kary spędzi w swojej parafii w Krašiciu. Stepinac wybrał Krašić. 29 listopada 1952 roku jego nazwisko pojawiło się na liście kardynałów, mianowanych przez papieża Piusa XII. W ostatnich latach życia Stepinac przewlekle chorował. Zmarł 10 lutego 1960 roku. Ostatnie słowa wypowiedział po łacinie „Fiat voluntas tua!” tzn. „Bądź wola Twoja”.

## Symboliczna rehabilitacja i beatyfikacja
14 lutego 1992 roku parlament niepodległej Chorwacji unieważnił proces polityczny wytoczony kard. Alojzemu Stepinacowi i wyrok skazujący. 3 października 1998 roku Jan Paweł II beatyfikował Stepinaca podczas wizyty w Mariji Bistricy. Ogłaszając beatyfikację, papież powiedział: „Dzięki swojemu doświadczeniu ludzkiemu i duchowemu błogosławiony Alojzy Stepinac mógł pozostawić swoim rodakom swoistą busolę, która pozwala im odnajdywać właściwy kierunek. Jej punkty kardynalne to wiara w Boga, szacunek dla człowieka, miłość do wszystkich prowadząca do przebaczenia, jedność z Kościołem kierowanym przez Następcę Piotra”.
W 2016 roku decyzją papieża Franciszka proces kanonizacyjny chorwackiego duchownego został wstrzymany.